# Is Arenas

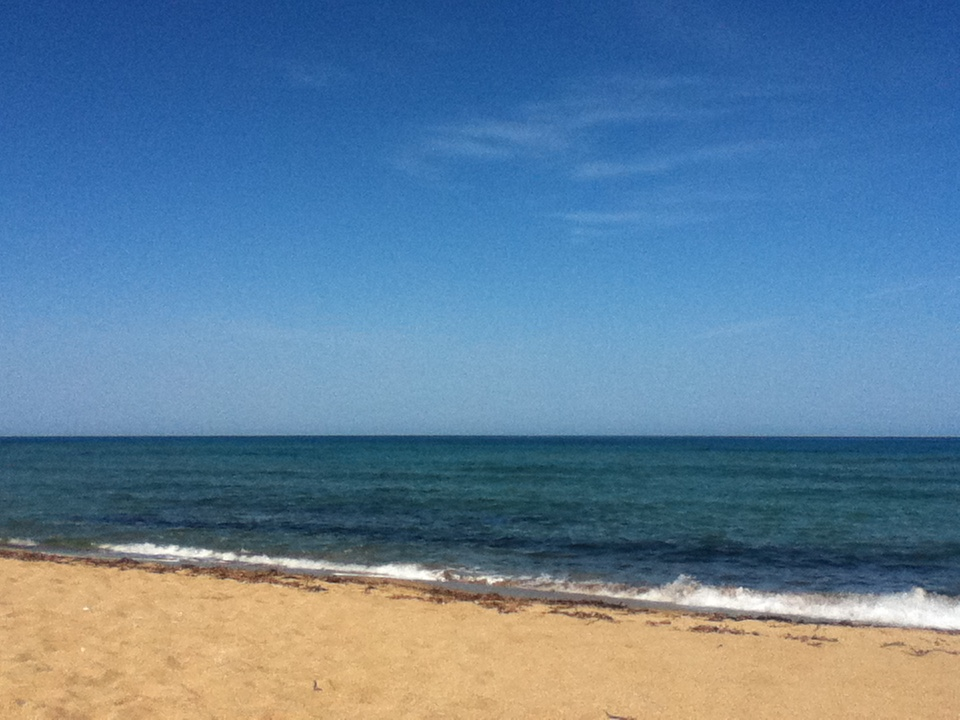
Il mare di Is Arenas in estate

Is Arenas o Sas Renas è una spiaggia della Sardegna occidentale, situata in provincia di Oristano, appartenente prevalentemente ai territori comunali di Narbolia (in corrispondenza della parte centrale dell'arenile) e  di San Vero Milis (la parte a sud) e al comune di Cuglieri (la terminazione a nord).

## Geografia
La spiaggia è lunga circa 6 km ed è delimitata a nord dalla punta di Torre del Pozzo e a sud dal canale artificiale di Is Benas (che collega il mare con l'omonimo stagno), oltre il quale vi è la scogliera con i resti della torre di Scab'e Sai, nei pressi del Capo Mannu che segna l'estremo nord della penisola del Sinis. Dalla spiaggia sabbiosa, delimitata dalla pineta, si può osservare il massiccio del Montiferru.
Vi si accede percorrendo la Strada Statale 292 e deviando verso il mare presso il confine tra i territori di Narbolia e Cuglieri. 
Il clima è di tipo Termomediterraneo secco, con temperature invernali che raramente scendono al di sotto dei 12 °C ed estive che solo occasionalmente superano i 33 °C.

## Storia
Il nome arenas significa sabbie in quanto la baia era caratterizzata in origine dalla presenza nell'entroterra di una ampia distesa di dune di circa 700 ettari, la più grande della Sardegna. Questo territorio è un piccolo deserto che a partire dal 1950 è stato oggetto di un vasto rimboschimento operato con l'aggiunta di varie essenze, soprattutto pini marittimi ed acacie saline, operato al fine di protezione dell'entroterra dalla ricopertura della sabbia spostata dai forti venti che battono la zona. Attualmente rimangono solo pochi tratti di dune sabbiose.

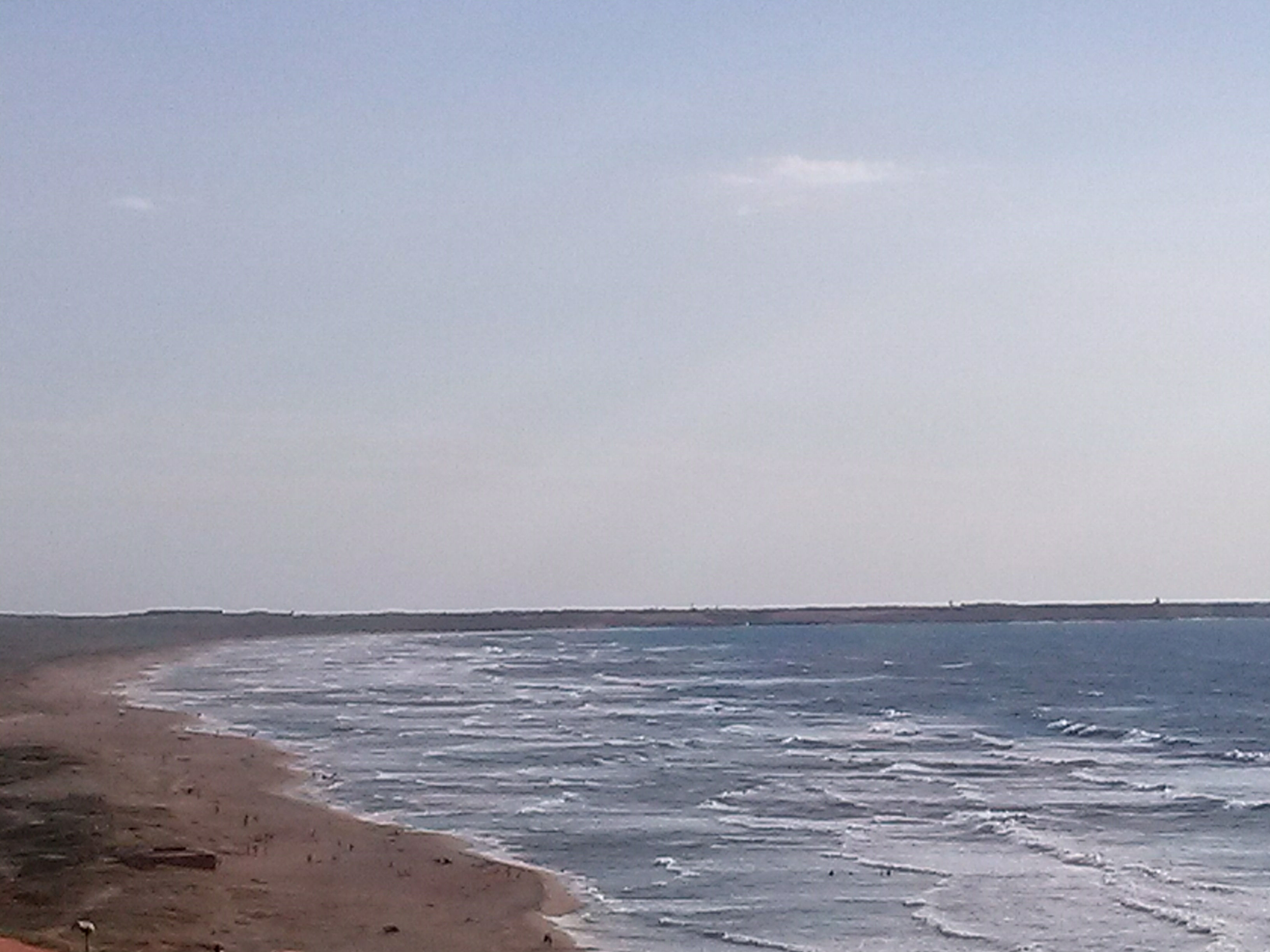
Una panoramica di Is Arenas effettuata dall'alto

Nel 1995 il sito è stato proposto come Sito di interesse comunitario (codice ITB032228) su una superficie di circa 1.280 ha.
Nell'autunno del 2009 Is Arenas è stata al centro dell'attenzione per un discusso impianto eolico marino per il quale era stata presentata una richiesta di concessione demaniale. Il progetto, che riguardava le acque antistanti l'arenile, è stato fortemente osteggiato dagli enti locali interessati, dalla Regione, da diversi parlamentari sardi (e anche non sardi), dal Ministero dell'ambiente e dalle organizzazioni ambientaliste locali. L'intervento di queste ultime era incentrato sulla considerazione che l'impianto delle pale eoliche, con l'adagiamento sul fondo dei cavi elettrici avrebbe compromesso la prateria delle posidonie, piante marine considerate specie protetta.